# اندآباد سفلی
اندآباد سفلی، روستایی از توابع بخش زنجانرود شهرستان زنجان در استان زنجان ایران است. 

## جمعیت
این روستا در دهستان غنی‌بیگلو قرار دارد و براساس سرشماری مرکز آمار ایران در سال ۱۳۸۵، جمعیت آن ۸۳۱ نفر (۲۱۶خانوار) بوده‌است.